# Maaltijdbox

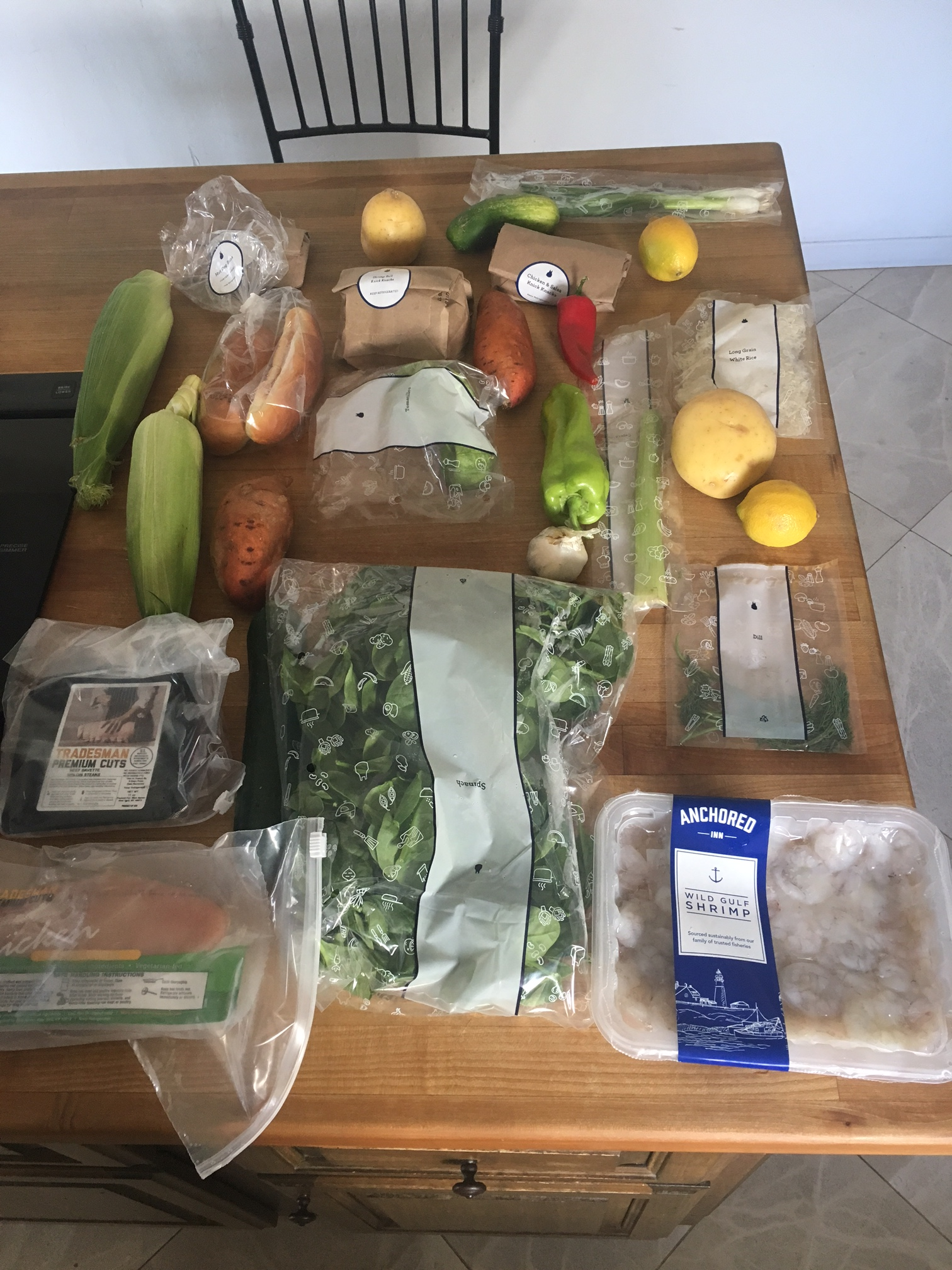
Inhoud van een maaltijdbox

Een maaltijdbox is een boodschappenpakket dat recepten en ingrediënten bevat om verschillende gerechten mee te kunnen bereiden. Levering gebeurt op basis van een abonnement, bijvoorbeeld eens per week of om de week.

## Herkomst
Het principe komt oorspronkelijk uit Zweden en werd in oktober 2007 geïntroduceerd door het bedrijf Middagsfrid. Sindsdien is het concept gegroeid en uitgebreid naar verschillende landen in Europa, Oceanië en Noord-Amerika.

## Inhoud
De boodschappentassen zijn aangepast aan verschillende soorten gezinnen, smaken en diëten. Maaltijdboxen worden aangeboden voor een persoon tot vier à zes personen. Er zijn verschillende kruideniersbedrijven en supermarkten die boodschappentassen met bijbehorende recepten bij de klant afleveren.

## Aanbieders
Er zijn diverse aanbieders die werken vanuit een verschillend concept. Sommigen zijn internationaal van opzet, anderen werken met regionale of lokale aanbieders. Ook zijn er aanbieders die werken met ecologische of vegetarische producten. In Nederland en België bezorgen ook supermarktketens maaltijdboxen. In de markt voor dit product zijn in de jaren tot 2020 veel aanbieders verdwenen of gefuseerd.